# Eudorylas paranaensis
Eudorylas paranaensis är en tvåvingeart som beskrevs av José Albertino Rafael 1995. Eudorylas paranaensis ingår i släktet Eudorylas och familjen ögonflugor. Inga underarter finns listade i Catalogue of Life.